# Strecke 77

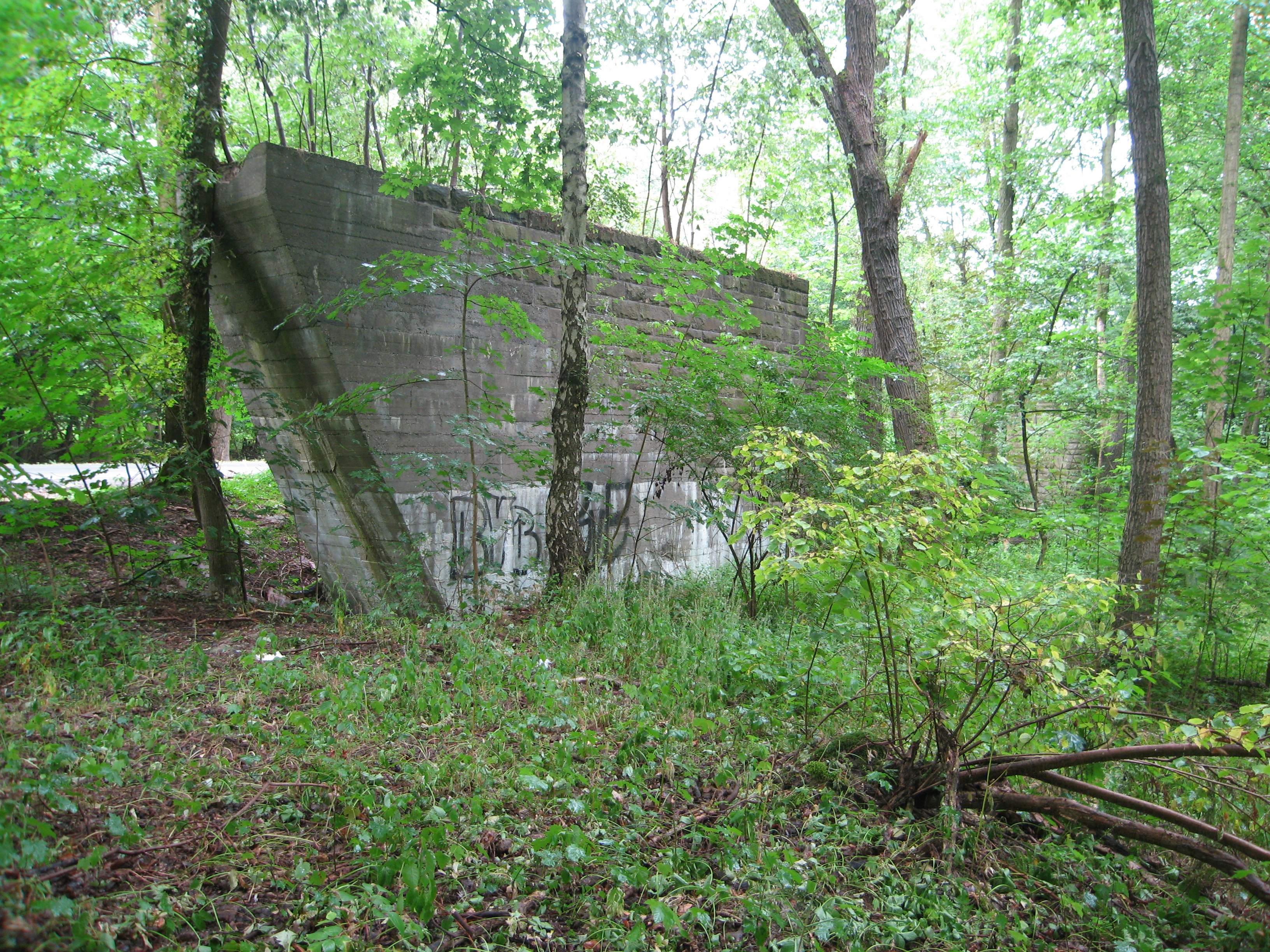
Überreste nördlich von Welver

Strecke 77 war die Bezeichnung einer geplanten Reichsautobahn in der Region Hamm (Westfalen), die zum Ziel hatte, eine Verbindung zwischen den Industriezentren im Ruhrgebiet und Oberschlesien über den Raum Kassel herzustellen.
Mit dem Bau dieser Reichsautobahn wurde im Sommer 1938 im Raum Rhynern bis Berwicke zwischen Brockhausen und Erwitte-Schmerlecke sowie an der bereits im Bau befindlichen Autobahn Dortmund (AK Kamen) – Hannover (Strecke 2), Teil der heutigen BAB 2, begonnen. Im Jahre 1942 wurden die Arbeiten, wie bei der Strecke 46, wegen des Krieges endgültig eingestellt. Nach dem Kriegsende und weiterer Planung bis 1962 wurde die Trassenführung zugunsten der heutigen BAB 44 aufgegeben.
Während der gut dreijährigen Bauzeit wurden diverse Bauwerke auf dem heutigen Gemeindegebiet von Hamm und Welver begonnen und teils fertiggestellt. Sie können bis heute noch besichtigt werden. Seit März 2013 sind sowohl die Hochbauten als auch die Trassengrundstücke in der jeweiligen Rubrik Baudenkmäler unter der lfd. Nummer 356 in der Denkmalliste der Stadt Hamm und unter der lfd. Nummer 75 in der Denkmalliste der Gemeinde Welver als Denkmal eingetragen.
Als Fortführung von Kassel nach Eisenach war zwischen 1939 und 1940 die Strecke 78 im Bau. Die Bauleistungen umfassten jedoch nur einige Rodungs- und Erdarbeiten und eine auch heute noch gut sichtbare Autobahnunterführung in Wellerode, in der später eine Rüstungsfabrik untergebracht wurde.